# 外離島

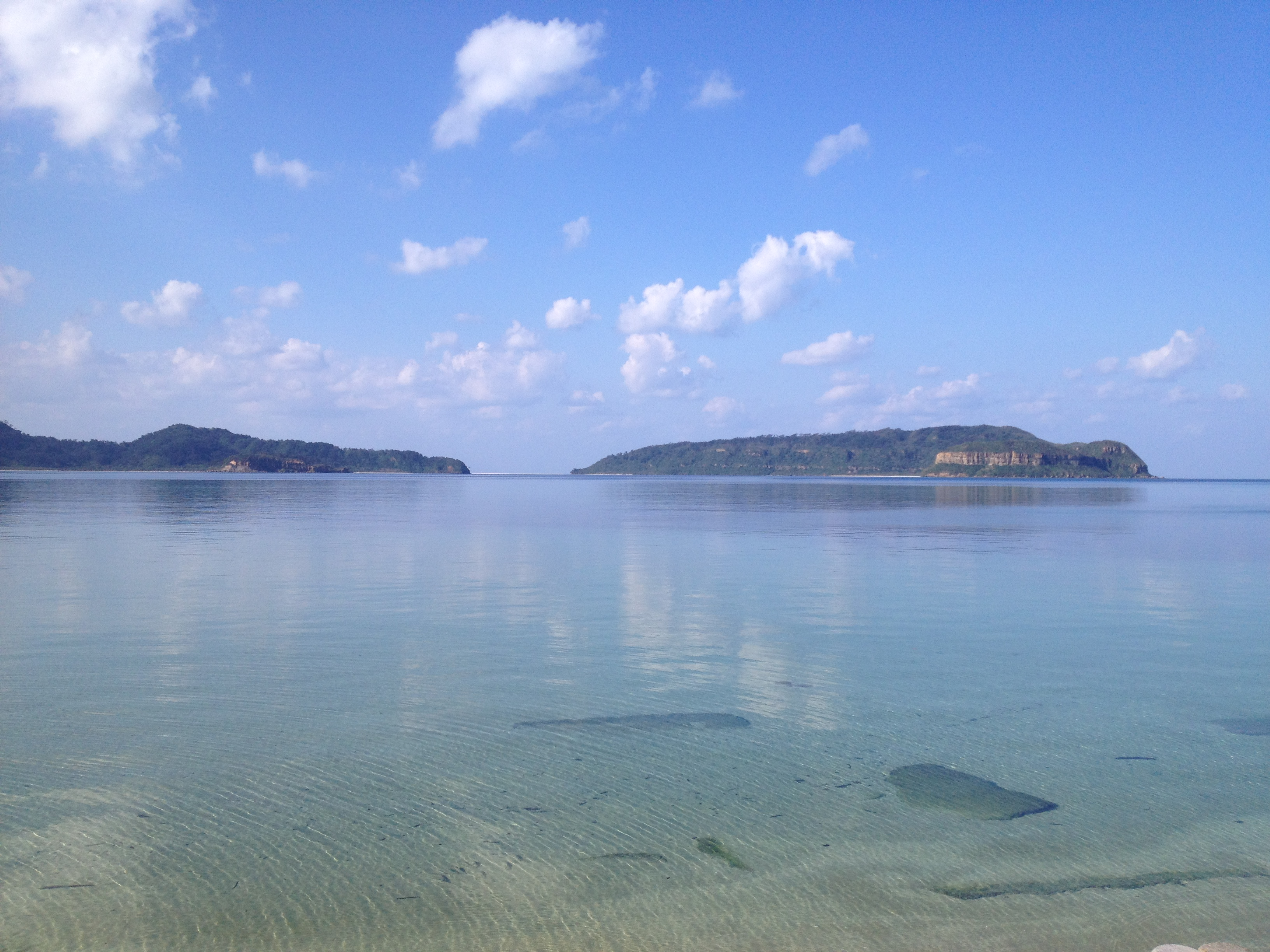
美多良浜から望む外離島（右側）

外離島（そとばなりじま、ほかばなりじま）は、八重山列島の西表島の西側に位置する島である。現地ではフカパナリ、バネーと呼ばれる。

## 地理
沖縄県八重山郡竹富町字西表の一部。西表島南東部の白浜港の北西約3kmにある。南東200mほどにあり同じ字西表の一部となっている内離島との間は遠浅で、小さな砂嘴が形成され、古くから対の島として認識されてきた。
面積は約1.32km²。西側の直径1.5kmほどの半円状の主要部と、東へ約0.5km延びる半島部からなる。西端には番屋峰とよばれる標高148.5mの山があり、琉球王国時代には番所（火番盛）が置かれていた。半島部の南側を除き、海岸は急斜面である。島の南北などにはサンゴ礁が存在している。地質的には西表島と同じで、全体が砂岩などの八重山層群で構成され、主要部には南北方向の断層がある。
国勢調査人口は平成2年国勢調査で1人（皆増）となっている。平成7年以降の国勢調査では西表島に人口が合算されているため、各調査年の島別人口は竹富町報告によるが、2010年（平成22年）時点で1人となっている。かつて男性1名が長期滞在していたが、2014年頃に退去している。
2016年4月15日に全島が西表石垣国立公園の第2種特別地域に追加指定されている。また、島の北側の海域（391.0ha）も、海域公園地区に指定されている。

## 歴史
15世紀後半に西表島で勢力を有した慶来慶田城用緒は外離島で生まれ育ったが、土地が狭く村立てが困難だったため、対岸の祖納に移住したという。嘉靖10年（1531年）には内離島と外離島の間にオランダ船が漂着し、用緒の孫の用尊が船員を救助して犬2頭をもらったとされる。一説では、この船の乗員がマラリアに罹患していたために、八重山列島にマラリアが蔓延するようになったともいう。
祖納との間の湾状の海域は「離溝」と呼ばれた。外離島は正保年間（1645年 - 1648年）には無人島であったが、西岸は大船を係留できたため避難港になっていたと考えられている。島では古くから祖納の人々がサツマイモや木綿、キビなどを栽培し、雍正6年（1728年）頃にはイノシシを根絶して粟畑を開墾したという。
第二次世界大戦中には船浮湾一帯に船浮臨時要塞が建設され、外離島には野砲などが設置された。
1987年（昭和62年）、琉球真珠が西表島外離養殖場を開設。
1985年頃に、台湾人の資産家が外離島と内離島の土地のほとんどを約50万円で購入。夫婦で10年ほど生活し、ウシやイノシシの畜産を営んでいたという。しかし、この夫妻は2013年2月26日に台北市郊外・八里区の淡水河で水死体の状態で発見された。当時、資産家夫妻は島を売りに出しており、香港の企業と商談が進んでいたとされる。しかし、不動産登記と実態とが乖離しているため、その後の所有の状況は確認されていない。なお、2016年4月の西表石垣国立公園の公園計画書では、外離島と内離島の総面積を 341ha とし、そのうち国有地を 180ha、公有地を 9ha、私有地を 137ha、不明を 15ha としている。